# Cabal (jogo eletrônico)
Cabal (カベール Kabēru)  é um jogo de video-game da Taito movido para Arcade, Amiga, Amstrad CPC, C64, ZX Spectrum, MS-DOS, NES, desenvolvido por Tad Corporation.